# Algaq
Algaq, före 2012 benämnd Algak Island, är en ö i Kanada.   Den ligger i territoriet Nunavut, i den centrala delen av landet, 3 100 km nordväst om huvudstaden Ottawa. Arean är 73 kvadratkilometer. Ön ligger i ögruppen Barry Islands.
Terrängen på Algaq är platt. Öns högsta punkt är 190 meter över havet. Den sträcker sig 13,1 kilometer i nord-sydlig riktning, och 9,6 kilometer i öst-västlig riktning.